# Национално представителство на студентските съвети
Студентските съвети са форма на организация на студентите във висшите училища в България, появила се в началото на 1990-те години.
До 1989 година единствената студентска организация, която е съществувала, е ДКМС – българският комсомол. След нейното разпадане се появяват множество други студентски обединения – нестабилни и с кратък живот, действащи в изключително трудна обществена, икономическа и политическа обстановка.
По-късно, за да се изясни въпросът с представителността на студентите, се стига до идеята да се узакони съществуването на единен студентски съвет. Основната цел е неговите членове да бъдат легитимно избрани представители на студентите във Висшите училища.
Поправката в Закона за висшето образование е внесена за гласуване и приета от Народното събрание през 1996 година.
Основната функция на тази поправка е да установи легитимността на студентското представителство пред ръководствата на университетите и пред Министерството на образованието и науката. По този начин дотогава съществуващите студентски организации преустановяват работата си с институциите, а тяхното място се заема от Студентските съвети.
Идеята за създаването на тези студентски обединения е да представляват и изразяват мнението на студентската общност пред Ръководствата на Висшите училища.
След промените в Закона за висше образование през 1996 година Студентските съвети се институционализират като задължително звено във всеки университет. Правата и задълженията на Съвета се регламентират в Закона за висше образование.
Ключов момент в създаването на Студентските съвети (СС) изиграват протестите през 1997 г. В основата на гражданското недоволство стоят активните и мотивирани студенти, готови да се поставят срещу статуквото на действащото държавно управление.
На национално ниво ролята на Студентските съвети е изключително важна. Именно те инициират създаването на общ представителен орган на студентите след появата на Студентски съвети в почти всички университети в страната.
През март 2000 година, след поредни промени в Закона за висше образование, в Стопанска академия „Димитър А. Ценов“ – гр. Свищов се провежда Учредително събрание на Национално представителство на студентските съвети в Република България (НПСС). Идеята за създаване на организацията е да обединява студентските лидери и да създава партньорство между тях.
НПСС представлява най-голямото обединение в студентската младеж, чиято цел е да бъде представителна функционалност на обучаващите се над 235 хиляди студенти в страната. Сред основните приоритети на учредителите при сформиране на този мащабен форум са търсени допирни точки за общи идеологии при сформирането на национални студентски и младежки политики.
Основните цели на Националното представителство на студентските съвети са реализиране на правата на студентското самоуправление; защита на социалните интереси на обучаващите се във ВУ; провеждане на културна, спортна, научна, творческа, междууниверситетска и международна дейност, които създават предпоставки за повишаване капацитета на знанията и уменията на студентските представители по университетски центрове в цялата страна.
НПСС е единственият законоустановен национален орган за защита правата и интересите на студентите, курсантите, специализантите и докторантите в акредитираните Висши училища в страната. НПСС се състои от делегирани представители на Студентските съвети от всички ВУ в България.
От създаването си Националното представителство на студентските съвети се стреми да изгради активни свои структури във всички ВУ в страната.
Национално представителство на студентските съвети в Република България има за главна цел утвърждаването на Студентските съвети като основни и значими партньори на ръководствата на Висшите училища в стремежа им за развиване на качествено европейско образование с висока степен на практическа насоченост. За тази цел, организацията работи активно за създаване на устойчиви политики и капацитет сред Студентските съвети, насърчавайки ги да действат в посока повишаване качеството на образование, подобряване връзката преподавател – студент, създаване на предпоставки за израстване на младия научен потенциал на страната в лицето на докторантите, повишаване степента на самоуправление, заимстване на добри практики в областта на мобилността и развитието на кариерните центрове по места и др.
Един от основните приоритети на НПСС е изграждането и поддържането на активен диалог с държавните институции, отговарящи за политиката на висшето образование в страната. НПСС е член и представител на Европейския студентски съюз (ESU). НПСС работи и партнира активно с Министерство на образованието и науката; Министерство на младежта и спорта; Министерство на труда и социалната политика; Висшите училища; Национална агенция за оценяване и акредитация; Съвета на ректорите; Национален браншов синдикат „Висше образование и наука“ при КНСБ; Българска стопанска камара; Комисия за защита на личните данни и други институции и НПО.
Целта е позицията на студентската общност да бъде заявявана ясно и категорично при различните форми на дебат в обществото по проблемите на академизма.
Председатели на Националното представителство на студентските съвети през годините:
- Ивайло Симеонов (03.2000 г. – 02.2002 г.)
- Костадин Ангелов (03.2002 г. – 03.2004 г.)
- Васил Паличев (04.2004 г. – 01.2005 г.)
- Васил Тодоров (02.2005 г. – 02.2006 г.)
- Даниел Йорданов (03.2006 г. – 02.2008 г.)
- Георги Илиев (03.2008 г. – 12.2009 г.)
- Петър Чаушев (01.2010 г. – 12.2011 г.)
- Ангел Георгиев (01.2012 г. – 02.2016 г.)
- Яна Вангелова (02.2016 г. – 02.2020 г.)
- Даниел Парушев (02.2020 г. – 2024 г.)
- Ангел Стойков (от 02.2024 г.)